# 俺が近所の公園でリフティングをしていたら
『俺が近所の公園でリフティングをしていたら』（おれがきんじょのこうえんでリフティングをしていたら）は、矢田容生によるサッカーをテーマにした日本の小説。

## 概要
2005年1月にデビュー前の作家、乗代雄介によって2ちゃんねる・国内サッカー板に立てられた「今日俺が一人で近所の公園でリフティングをしてたら」という題名のスレッドがきっかけ。元々同スレッドは単なる妄想スレッドの一つに過ぎなかったが、その内容に着想を得た別の作者が同スレッド内で小説の連載を開始。
サッカーの得意な女子高生・モニカと出会った主人公・樋口の成長を描いた同作品はたちまちネット上で話題を呼び、小説の完結後に作者は複数の出版社から書籍化のオファーを受け、最終的に2006年に小学館から出版された。
なおストーリーは書籍化に当たり一部修正が加えられている。
書誌情報
- 矢田容生 『俺が近所の公園でリフティングしていたら』 小学館、2006年3月、ISBN 4-09-387648-7

## あらすじ
ストーリーは大きく分けて3部構成となっている。
- 第1部
樋口・モニカらが在籍する埼玉南高校・サッカー部が、合宿中のサッカー日本代表と練習試合で対戦し、何と3対1で勝利してしまう。それにより樋口やモニカの運命は大きく変化することに。

- 第2部
U-20日本代表に選ばれた樋口は、FIFAワールドユース選手権に出場。周りは皆現役Jリーガーが占める中、単なる一高校生に過ぎない自分がなぜ選ばれたのかと悩む樋口だが、その中で次第に結果を出し始める。

- 第3部
ある出来事がきっかけで大スランプに陥っていた樋口は、大学に進学する一方で、日本サッカー協会の特別指定選手としてFC東京に在籍し、Jリーグデビューを果たす。ようやく復調してきたそのとき、何とW杯に出場するサッカー日本代表に大抜擢されるのだが…。

## 主な登場人物
樋口広樹
主人公。ポジションはミッドフィールダー (MF)。モニカからはいつも「スケベ」と呼ばれている。
モニカ
アメリカ人の父親と日本人の母親の間に生まれたハーフで二重国籍を持つ。ポジションはMF。アメリカ在住時からそのサッカーの才能を評価されていたが、父親の仕事の関係で日本に移り、樋口のクラスメートとなる。練習試合でサッカー日本代表に勝ったのを契機にさいたまレイナスの練習に参加するようになり、サッカー女子日本代表にも選ばれるが、交通事故で死去。
シンディ
モニカの女友達。サッカーの技術はモニカと同等。アメリカ女子代表のメンバーの一人。
タカシ
樋口とは埼玉南高校サッカー部のチームメイト。ポジションはフォワード。浦和レッズのジュニアユースに在籍していたことがある。
小熊
U-20日本代表監督。ワールドユース選手権終了後はFC東京の監督に就任し、樋口を特別指定選手としてJリーグの舞台に上げた。モデルは大熊清。
これ以外にも楢﨑正剛、森本貴幸、カレン・ロバート、平山相太など、実在するサッカー選手が多数実名で登場する。

## もうひとつの「今日俺が一人で近所の公園でリフティングをしてたら」
前作の完結後に作者が同スレッドで連載を開始したサッカー小説。こちらはJリーガーの兄を持つ主人公・本庄優司の成長談を描いたが、途中で作者による自作自演が見つかったことがきっかけで同スレッド上での連載は中止。その後ブログに移行して連載が続行されたが、『俺が……』の書籍の発売と前後して連載は終了し、同サイトも閉鎖された。